# Лінда Ґуставсон
Лінда Ґуставсон (англ. Linda Gustavson, 30 листопада 1949) — американська плавчиня.
Олімпійська чемпіонка 1968 року.
Переможниця Панамериканських ігор 1967 року.
Переможниця літньої Універсіади 1967 року.